# Hólmbert Aron Friðjónsson
Hólmbert Aron Friðjónsson (Keflavík, 19 aprile 1993) è un calciatore islandese, attaccante del Preußen Münster.

## Carriera

### Club
Friðjónsson ha cominciato la carriera con la maglia dell'HK Kópavogur, in 1. deild karla. Ha esordito in squadra il 9 maggio 2010, schierato titolare nella vittoria per 1-2 arrivata sul campo dell'ÍA Akraness. Il 5 giugno successivo ha trovato la prima rete, nel 3-3 maturato sul campo del KA Akureyri.
Nel corso del 2011 si è trasferito al Fram Reykjavík, in Úrvalsdeild. Il 18 luglio ha così effettuato il proprio debutto nella massima divisione locale, subentrando ad Halldór Hermann Jónsson in occasione del successo esterno per 0-1 contro il Víkingur. Il 20 agosto 2012 ha trovato il primo gol in Úrvalsdeild, nel 3-2 inflitto al Breiðablik.
Il 20 novembre 2013, gli scozzesi del Celtic hanno annunciato d'aver trovato un accordo con Friðjónsson, che si sarebbe legato al nuovo club con un contratto quadriennale valido a partire dal 1º gennaio 2014. Non ha giocato alcuna partita ufficiale con la prima squadra degli Hoops.
Il 1º settembre 2014 è stato ceduto ai danesi del Brøndby con la formula del prestito. Il 14 settembre ha così esordito in Superligaen, sostituendo Alexander Szymanowski nella partita persa per 0-2 contro il Randers. Il 28 settembre ha trovato la rete, nel 2-2 arrivato in casa dell'Esbjerg.
Il 2 luglio 2015, il KR Reykjavík ha ufficializzato l'ingaggio di Friðjónsson, che si è accordato con il nuovo club con un contratto valido per i successivi due anni e mezzo. L'accordo sarebbe stato valido dal 15 luglio, alla riapertura del calciomercato locale. Circa un anno più tardi, si è trasferito allo Stjarnan.
Il 16 gennaio 2018, Friðjónsson ha firmato ufficialmente un contratto triennale con i norvegesi dell'Aalesund, militanti in 1. divisjon.
Il 5 ottobre 2020 viene acquistato dal Brescia. Dopo aver collezionato soltanto 9 presenze con il club lombardo, il 21 giugno 2021 viene ceduto all'Holstein Kiel, con cui firma un triennale.

### Nazionale
Friðjónsson ha rappresentato l'Islanda a livello Under-17, Under-19, Under-21 e di Nazionale maggiore. Per quanto concerne la selezione Under-21, ha esordito il 10 settembre 2012 subentrando a Sverrir Ingason nella sconfitta per 5-0 subita contro il Belgio. Il 14 ottobre 2013 ha trovato la prima rete, nella partita persa per 3-4 contro la Francia.
Il 16 gennaio 2015 ha giocato invece la prima partita in Nazionale maggiore, quando ha sostituito Kristinn Steindórsson nella vittoria per 1-2 contro il Canada. Sempre contro il Canada, ma il 19 gennaio, ha trovato la prima rete per l'Islanda, in una partita terminata sul punteggio di 1-1.

## Statistiche

### Presenze e reti nei club
Statistiche aggiornate al 21 agosto 2022.
| Stagione              | Club                  | Campionato            | Campionato | Campionato | Coppe nazionali | Coppe nazionali | Coppe nazionali | Coppe continentali | Coppe continentali | Coppe continentali | Supercoppe | Supercoppe | Supercoppe | Totale | Totale |
| Stagione              | Club                  | Comp                  | Pres       | Reti       | Comp            | Pres            | Reti            | Comp               | Pres               | Reti               | Comp       | Pres       | Reti       | Pres   | Reti   |
| --------------------- | --------------------- | --------------------- | ---------- | ---------- | --------------- | --------------- | --------------- | ------------------ | ------------------ | ------------------ | ---------- | ---------- | ---------- | ------ | ------ |
| 2010                  | HK Kópavogur          | 1D                    | 19         | 4          | CI              | 1               | 1               | -                  | -                  | -                  | -          | -          | -          | 20     | 5      |
| gen.-lug. 2011        | HK Kópavogur          | 1D                    | 10         | 3          | CI              | 2               | 2               | -                  | -                  | -                  | -          | -          | -          | 12     | 5      |
| Totale HK Kópavogur   | Totale HK Kópavogur   | Totale HK Kópavogur   | 29         | 7          |                 | 3               | 3               |                    | -                  | -                  |            | -          | -          | 32     | 10     |
| lug.-dic. 2011        | Fram Reykjavík        | UD                    | 9          | 0          | CI              | 1               | 0               | -                  | -                  | -                  | -          | -          | -          | 10     | 0      |
| 2012                  | Fram Reykjavík        | UD                    | 13         | 1          | CI              | 2               | 0               | -                  | -                  | -                  | -          | -          | -          | 15     | 1      |
| 2013                  | Fram Reykjavík        | UD                    | 21         | 10         | CI              | 5               | 3               | -                  | -                  | -                  | -          | -          | -          | 26     | 13     |
| Totale Fram Reykjavík | Totale Fram Reykjavík | Totale Fram Reykjavík | 43         | 11         |                 | 8               | 3               |                    | -                  | -                  |            | -          | -          | 51     | 14     |
| gen.-giu. 2014        | Celtic                | PL                    | 0          | 0          | CS+CdL          | 0               | 0               | UCL                | -                  | -                  | -          | -          | -          | 0      | 0      |
| 2014-2015             | Brøndby               | SL                    | 11         | 1          | CD              | 3               | 1               | UEL                | -                  | -                  | -          | -          | -          | 14     | 2      |
| lug.-dic. 2015        | KR Reykjavík          | UD                    | 10         | 3          | CI              | 2               | 2               | UEL                | 2                  | 0                  | SI         | -          | -          | 14     | 5      |
| gen.-ago. 2016        | KR Reykjavík          | UD                    | 10         | 0          | CI              | 1               | 0               | UEL                | 3                  | 2                  | -          | -          | -          | 14     | 2      |
| Totale KR Reykjavík   | Totale KR Reykjavík   | Totale KR Reykjavík   | 20         | 3          |                 | 3               | 2               |                    | 5                  | 2                  |            | -          | -          | 28     | 7      |
| ago.-dic. 2016        | Stjarnan              | UD                    | 9          | 2          | CI              | -               | -               | -                  | -                  | -                  | -          | -          | -          | 9      | 2      |
| 2017                  | Stjarnan              | UD                    | 19         | 11         | CI              | 4               | 0               | UEL                | 2                  | 0                  | -          | -          | -          | 25     | 11     |
| Totale Stjarnan       | Totale Stjarnan       | Totale Stjarnan       | 28         | 13         |                 | 4               | 0               |                    | 2                  | 0                  |            | -          | -          | 34     | 13     |
| 2018                  | Aalesund              | 1D                    | 28+4       | 18+1       | CN              | 1               | 0               | -                  | -                  | -                  | -          | -          | -          | 33     | 19     |
| 2019                  | Aalesund              | 1D                    | 24         | 6          | CN              | 4               | 2               | -                  | -                  | -                  | -          | -          | -          | 28     | 8      |
| gen.-ott. 2020        | Aalesund              | ES                    | 15         | 11         | CN              | 0               | 0               | -                  | -                  | -                  | -          | -          | -          | 15     | 11     |
| Totale Aalesund       | Totale Aalesund       | Totale Aalesund       | 67+4       | 35+1       |                 | 5               | 2               |                    | -                  | -                  |            | -          | -          | 76     | 38     |
| 2020-2021             | Brescia               | B                     | 9          | 0          | CI              | 0               | 0               | -                  | -                  | -                  | -          | -          | -          | 9      | 0      |
| 2021-feb. 2022        | Holstein Kiel         | 2.B                   | 4          | 0          | CG              | 1               | 0               | -                  | -                  | -                  | -          | -          | -          | 5      | 0      |
| feb.-nov. 2022        | Lillestrøm            | ES                    | 18         | 4          | CN              | 3               | 5               | UECL               | 4                  | 3                  | -          | -          | -          | 25     | 12     |
| Totale carriera       | Totale carriera       | Totale carriera       | 229+4      | 74+1       |                 | 30              | 16              |                    | 10                 | 5                  |            | -          | -          | 273    | 96     |

### Cronologia presenze e reti in nazionale
| Cronologia completa delle presenze e delle reti in nazionale ― Islanda | Cronologia completa delle presenze e delle reti in nazionale ― Islanda | Cronologia completa delle presenze e delle reti in nazionale ― Islanda | Cronologia completa delle presenze e delle reti in nazionale ― Islanda | Cronologia completa delle presenze e delle reti in nazionale ― Islanda | Cronologia completa delle presenze e delle reti in nazionale ― Islanda | Cronologia completa delle presenze e delle reti in nazionale ― Islanda | Cronologia completa delle presenze e delle reti in nazionale ― Islanda |
| Data                                                                   | Città                                                                  | In casa                                                                | Risultato                                                              | Ospiti                                                                 | Competizione                                                           | Reti                                                                   | Note                                                                   |
| ---------------------------------------------------------------------- | ---------------------------------------------------------------------- | ---------------------------------------------------------------------- | ---------------------------------------------------------------------- | ---------------------------------------------------------------------- | ---------------------------------------------------------------------- | ---------------------------------------------------------------------- | ---------------------------------------------------------------------- |
| 16-1-2015                                                              | Orlando                                                                | Canada                                                                 | 1 – 2                                                                  | Islanda                                                                | Amichevole                                                             | -                                                                      | 46’                                                                    |
| 19-1-2015                                                              | Orlando                                                                | Canada                                                                 | 1 – 1                                                                  | Islanda                                                                | Amichevole                                                             | 1                                                                      |                                                                        |
| 5-9-2020                                                               | Reykjavík                                                              | Islanda                                                                | 0 – 1                                                                  | Inghilterra                                                            | UEFA Nations League 2020-2021 - 1º turno                               | -                                                                      | 90+1’                                                                  |
| 8-9-2020                                                               | Bruxelles                                                              | Belgio                                                                 | 5 – 1                                                                  | Islanda                                                                | UEFA Nations League 2020-2021 - 1º turno                               | 1                                                                      | 70’                                                                    |
| 28-3-2021                                                              | Erevan                                                                 | Armenia                                                                | 2 – 0                                                                  | Islanda                                                                | Qual. Mondiali 2022                                                    | -                                                                      | 77’                                                                    |
| 31-3-2021                                                              | Vaduz                                                                  | Liechtenstein                                                          | 1 – 4                                                                  | Islanda                                                                | Qual. Mondiali 2022                                                    | -                                                                      | 63’                                                                    |
| Totale                                                                 |                                                                        | Presenze                                                               | 6                                                                      |                                                                        | Reti                                                                   | 2                                                                      |                                                                        |

## Palmarès

### Club

#### Competizioni nazionali
- Coppa d'Islanda: 1

Fram Reykjavík: 2013
- 1. divisjon: 1

Aalesund: 2019